# Larissa Iwanowna Arap
Larissa Iwanowna Arap (russisch Лариса Ивановна Арап, * 1958) ist eine russische Journalistin und Bürgerrechtlerin. Arap wurde unter anderem durch ihre Berichte über den Missbrauch psychiatrischer Einrichtungen in Russland bekannt, die dazu führten, dass sie selbst Zwangsbehandlungen unterzogen wurde.

## Inhaftierung
Am 5. Juli 2007 besuchte Larissa Arap die Klinik des Bezirks in Seweromorsk, weil sie ein Dokument für ihren Führerschein brauchte. Eine Ärztin, die in der Besucherin die Autorin des kritischen Artikels erkannte, verständigte sofort die Miliz. Mit Gewalt wurde Larissa Arap in die psychiatrische Klinik gebracht.
Am 24. Juli wurde Larissa Arap in die psychiatrische Klinik der Nachbarstadt Apatity in der Oblast Murmansk verlegt. Diese Klinik, in der nur schwer psychisch Kranke behandelt werden, ist dafür bekannt, dass nur wenige Patienten jemals entlassen werden. Derweil bemühten sich Anhänger der Vereinigten Bürgerfront in Murmansk, eine unabhängige Kommission ins Leben zu rufen, die den Fall Arap untersuchen soll. Auch internationale Organisationen intervenierten. Ende August wurde die Journalistin aus der Psychiatrie entlassen.